# Aniołowo
Aniołowo (deutsch Rapendorf) ist ein Ort in der polnischen Woiwodschaft Ermland-Masuren. Er gehört zur Gmina Pasłęk (Stadt-und-Land-Gemeinde Preußisch Holland) im Powiat Elbląski (Kreis Elbing).

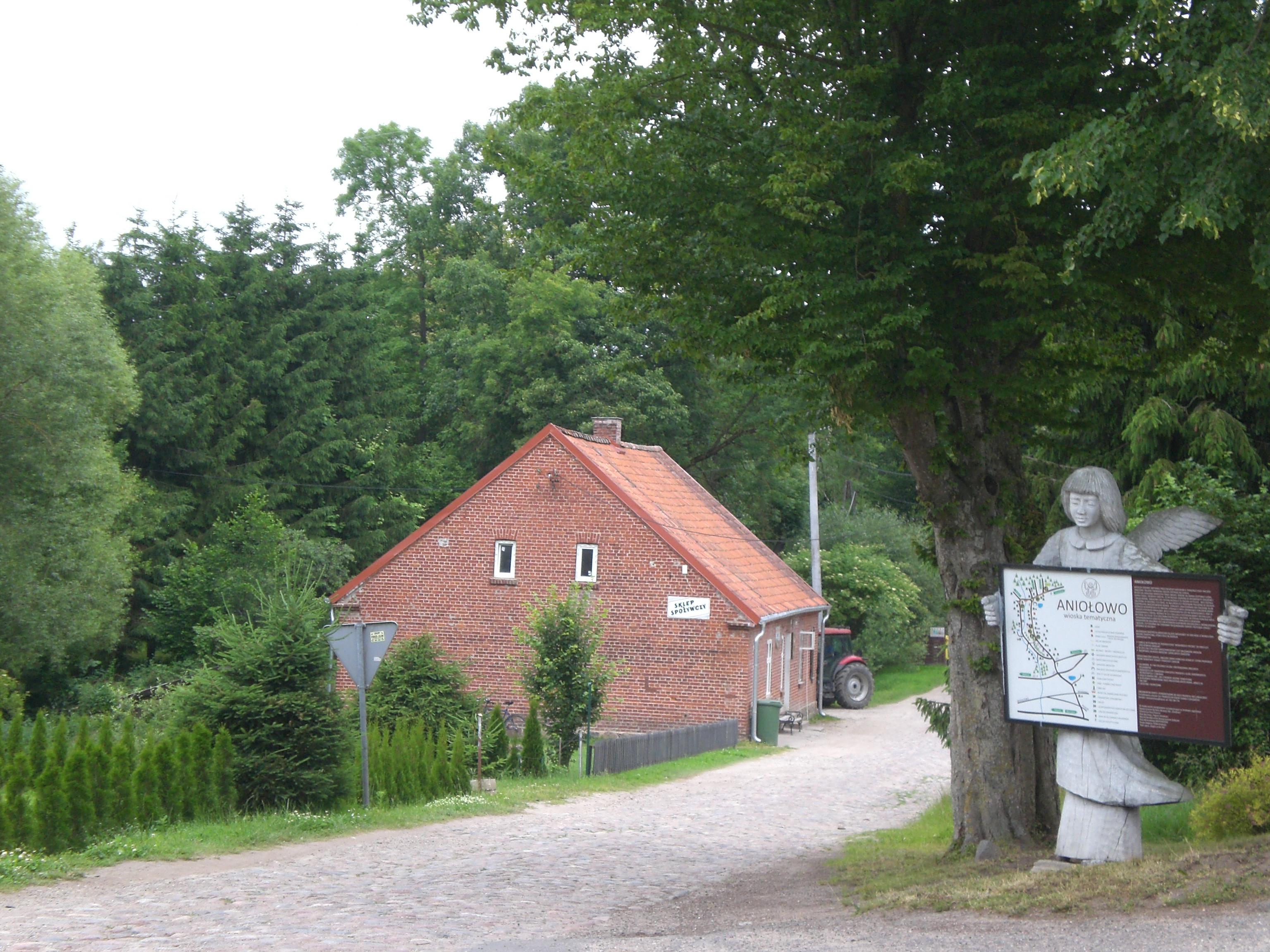
Dorfstraße mit Info-Tafel Themendorf

## Geographische Lage
Aniołowo liegt im nördlichen Westen der Woiwodschaft Ermland-Masuren, sieben Kilometer nordwestlich der früheren Kreisstadt Preußisch Holland (polnisch Pasłęk) bzw. zwölf Kilometer südöstlich de heutigen Kreismetropole Elbląg (deutsch Elbing).

## Geschichte
Ortsgeschichte

Das einstige Rapendorf war 1785 ein königliches Dorf mit 26 Feuerstellen, 1820 bereits mit 32 Feuerstellen bei 234 Einwohnern. Im Jahre 1874 wurde das Dorf in den neu errichteten Amtsbezirk Marienfelde im ostpreußischen Kreis Preußisch Holland, Regierungsbezirk Königsberg, eingegliedert.
Im Jahre 1910 war Rapendorf auf 325 Einwohner gewachsen. Im Jahre 1933 belief sich die Zahl der Einwohner auf 304, und im Jahre 1939 auf 305.
|  |

Am 25. Januar 1945 marschierte die Rote Armee in Rapendorf ein. Im gleichen Jahr kam das Dorf mit dem gesamten südlichen Ostpreußen zu Polen und erhielt die polnische Namensform „Aniołowo“. Heute ist es eine Ortschaft im Verbund der Gmina Pasłęk (Stadt-und-Land-Gemeinde Preußisch Holland) im Powiat Elbląski (Kreis Elbing), von 1975 bis 1998 der Woiwodschaft Elbląg, seither der Woiwodschaft Ermland-Masuren zugehörig. Im Jahre 2021 zählte Aniołowo 165 Einwohner.

## Religion

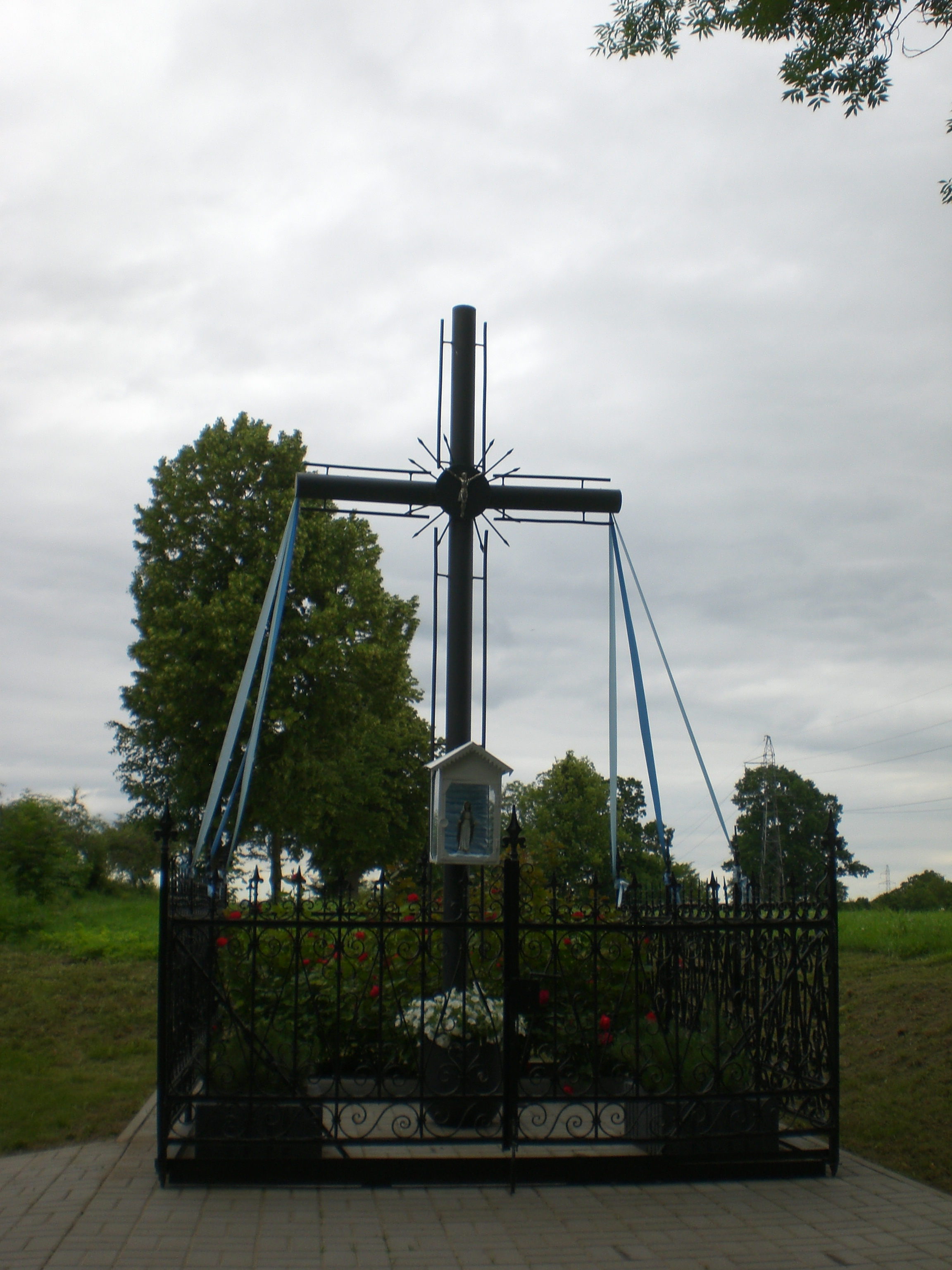
Wegekreuz in Aniołowo

Bis 1945 war Rapendorf in die evangelische Kirche Marienfelde (polnisch Marianka) in der Kirchenprovinz Ostpreußen der Kirche der Altpreußischen Union eingegliedert, außerdem in die römisch-katholische Pfarrei Preußisch Holland (Pasłęk) im Bistum Elbing.
Die Stadt ist heute nun Kirchort der evangelischen Einwohner von Aniołowo, wobei die alte Georgskirche als Filialkirche der Pfarrei in Ostróda (Osterode) in der Diözese Masuren der Evangelisch-Augsburgischen Kirche in Polen der Gottesdienstort ist. Die bisher evangelische Kirche in Marianka dient nun als Gotteshaus der katholischen Kirchenglieder.

## Verkehr

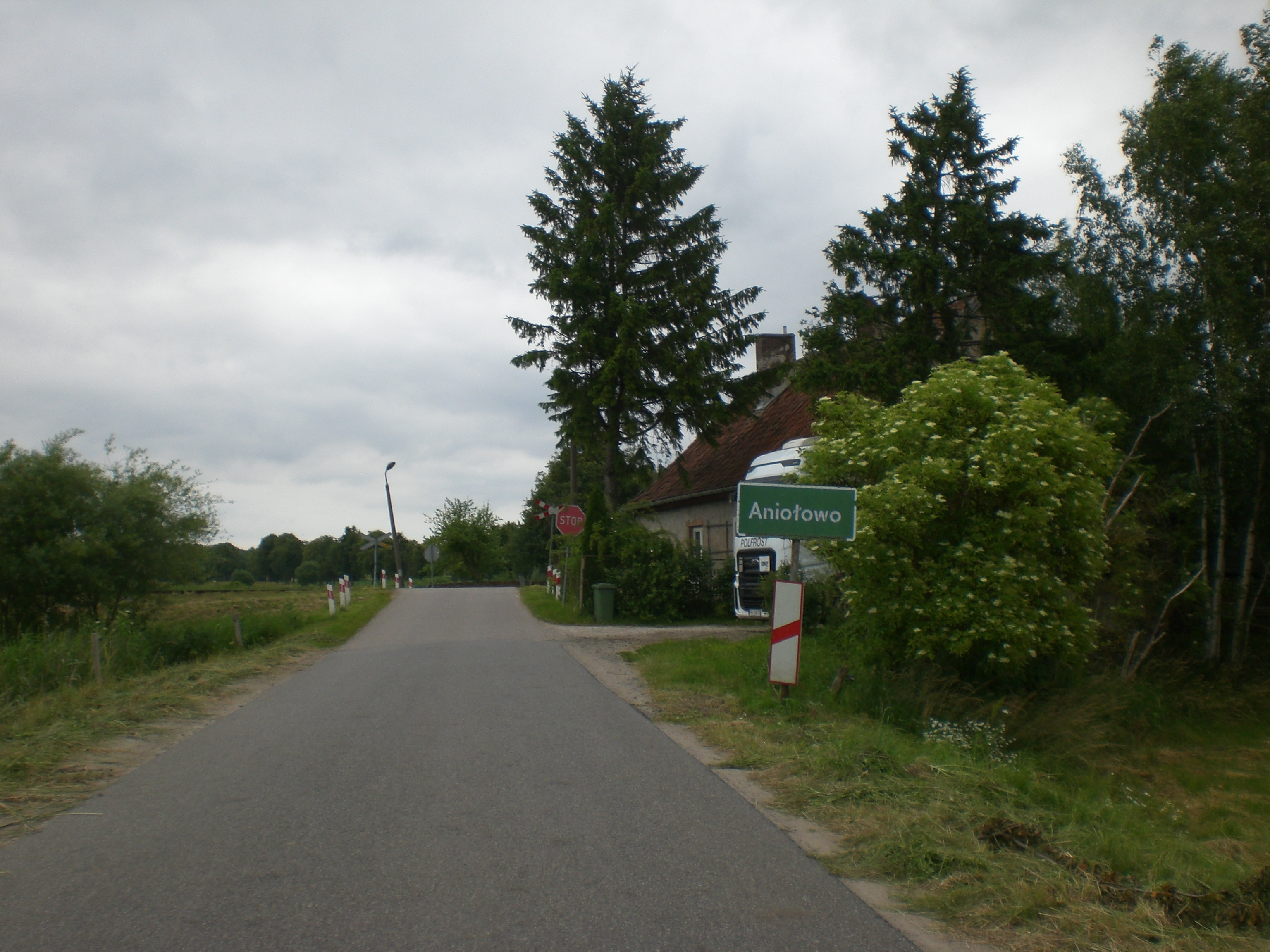
Ortseinfahrt Aniołowo

Aniołowo liegt an einer Nebenstraße, die von Bogaczewo (Güldenboden), das eine eigenen Anschlussstelle an der Schnellstraße 7 (Danzig-Warschau-Krakau) hat, nach Rogowo (Rogau) führt.
Bogaczewo ist auch die nächste Bahnstation. Das Dorf liegt an den Bahnstrecken Malbork–Braniewo (frühere Preußische Ostbahn Berlin-Königsberg) und Olsztyn–Bogaczewo.